# Annette Hohn
Pour les articles homonymes, voir Hohn (homonymie).
Annette Hohn, née Drews le 22 novembre 1966 à Schwerin (République démocratique allemande), est une rameuse allemande. Elle remporte une médaille de bronze aux Jeux de 1992 à Barcelone.

## Carrière
Membre de l'équipe allemande nouvellement réunifiée, Hohn remporte la médaille de bronze du quatre sans barreuse lors des Jeux de Barcelone en 1992. Elle remporte également l'argent puis le bronze en huit aux Mondiaux de 1989 puis de 1990.

## Palmarès
- Jeux olympiques d'été de 1992 à Barcelone ( Espagne) :
  -  médaille de bronze du quatre sans barreuse

### Championnats du monde
- Championnats du monde d'aviron 1990 en Tasmanie ( Australie) :
  -  médaille de bronze en huit
- Championnats du monde d'aviron 1989 à Bled ( Slovénie) :
  -  médaille d'argent en huit